# Сорокски район
Сорокски район е един от 32-та района на Молдова. Площта му е 1043 квадратни километра, а населението – 77 656 души (по преброяване от май 2014 г.). Намира се в часова зона UTC+2. Пощенският му код е 230, а МПС кодът SR.